# 富ヶ谷 (ホームページ)
富ヶ谷 (TOMIGAYA)とは、当初有限会社エコシスが1993年に立ち上げた、日本で最初の個人ホームページの名前である。
当時のオフィスの所在地である、渋谷区富ヶ谷にちなんだネーミングだった。

## 概要
1993年に、日本で最初の個人ホームページ「富ヶ谷」を株式会社デジタルガレージの前身である有限会社エコシスが立ち上げた。
（伊藤穰一が創業した有限会社エコシスは、1995年に株式会社デジタルガレージと統合される。）
米のプロバイダ「インターコム」が日本でのインターネット接続テストと必要機材の保管を伊藤穰一に相談し、自宅に専用回線が引かれたことがきっかけとなる。
このホームページでは、伊藤穰一が日々の活動について綴った他、アートやメディア紹介、Eコマースページ、当時のWeb技術をまとめた「Ecco Toys」、お気に入りのサイト等のコンテンツを掲載して注目を集めた。
メッセージは、「This is Tomigaya. You are a connection. We are one.」